# Asian Agri
Asian Agri ist ein indonesischer Palmöl-Produzent, Teil der Royal Golden Eagle-Holding von Sukanto Tanoto. Das 1979 gegründete Unternehmen mit Hauptsitz in Medan ist mit einer Produktionskapazität von rund 1 Million Tonnen einer der größten Produzenten von Rohpalmöl in Indonesien. Es betreibt 20 Ölmühlen und verfügt auf der Insel Sumatra über 27 Plantagen von zusammen 160.000 Hektar Fläche, wovon 60.000 Hektar gemäß staatlichen Förderprogrammen (PIR-Trans und Plasma) von mehr als 30.000 Kleinbauernfamilien bewirtschaftet werden. Der überwiegende Teil der Fläche (rund 80 %) ist vom Roundtable on Sustainable Palm Oil (RSPO) zertifiziert. Bis zum Jahr 2020 sollten 20 Biogas-Anlagen mit einer Gesamtleistung von 36 Megawatt elektrischer Energie errichtet werden, fünf Anlagen waren 2017 bereits in Betrieb.[veraltet]